# Nenohi (tàu khu trục Nhật)
Nenohi (tiếng Nhật: 子日) là một tàu khu trục hạng nhất thuộc lớp Hatsuharu bao gồm sáu chiếc của Hải quân Đế quốc Nhật Bản, được chế tạo trong những năm 1931-1933. Nenohi đã tham gia những hoạt động tại Mặt trận Thái Bình Dương trong giai đoạn đầu của Chiến tranh Thế giới thứ hai, và đã bị tàu ngầm Mỹ Triton đánh chìm gần đảo Attu vào ngày 5 tháng 7 năm 1942.

## Thiết kế và chế tạo
Việc chế tạo lớp tàu khu trục tiên tiến Hatsuharu được dự định để cung cấp cho Hải quân Đế quốc Nhật Bản những tàu khu trục nhỏ hơn và ít tốn kém hơn so với các lớp tàu khu trục Fubuki và Akatsuki trước đó, nhưng được trang bị vũ khí về cơ bản là tương đương. Những mục đích mâu thuẫn với nhau này tỏ ra vượt quá khả năng thiết kế tàu khu trục đương thời, nên hậu quả là những con tàu bị nặng đầu, mắc phải vấn đề độ ổn định nghiêm trọng và những yếu kém cố hữu trong cấu trúc. Mười hai tàu khu trục thuộc lớp này đã được chấp thuận cho chế tạo vào năm 1931 như một phần của cái gọi là Chương trình Bổ sung Vũ khí Hải quân Nhật Bản (1931) (Maru Ichi Keikaku); ba chiếc được đặt lườn vào năm tài chính 1931 và ba chiếc tiếp theo trong năm tài chính 1933. Tuy nhiên, sáu chiếc còn lại được chế tạo như những chiếc thuộc lớp Shiratsuyu.
Những tàu khu trục lớp Hatsuharu sử dụng cùng kiểu hải pháo 127 mm (5 inch)/50 caliber đã trang bị cho lớp Fubuki, nhưng mọi tháp pháo đều có thể nâng đến một góc 75°, cho phép dàn pháo chính có khả năng tối thiểu đương đầu với máy bay. Ngư lôi 610 mm Kiểu 90 được trang bị trên các ống phóng Kiểu 90 loại 2 ba nòng, được xoay bằng một hệ thống điện-thủy lực, và có thể xoay 360° trong vòng 25 giây; nếu hệ thống quay tay dự phòng được sử dụng, thời gian cần đến là hai phút. Mỗi ống phóng ngư lôi có thể nạp lại trong vòng 23 giây sử dụng dây tời. Nenohi được đặt lườn vào ngày 15 tháng 12 năm 1931 tại xưởng đóng tàu của hãng Uraga, được hạ thủy vào ngày 22 tháng 12 năm 1932 và đưa ra hoạt động vào ngày 30 tháng 9 năm 1933. Sau "Sự kiện Tomozuru" năm 1934 và "Sự kiện Hạm đội 4 " năm 1935, Nenohi được cho cải biến đáng kể để khắc phục những khiếm khuyết nói trên.

## Lịch sử hoạt động
Khi hoàn tất, Nenohi được phân về Hạm đội Viễn chinh 2 Hải quân Đế quốc Nhật Bản, và từ năm 1940, nó được phân công tuần tra và hỗ trợ việc đổ bộ lực lượng Nhật Bản trong việc Chiếm đóng Đông Dương thuộc Pháp. Nó từng thả neo tại Hà Nội trong giai đoạn đầu của cuộc chiếm đóng để hoạt động như một trạm phát sóng radio nhằm phối hợp việc liên lạc vô tuyến trong cuộc chiếm đóng, và sau đó đặt căn cứ tại Hải Phòng như một tàu bảo vệ.
Vào lúc xảy ra cuộc tấn công Trân Châu Cảng, Nenohi được phân về Hải đội Khu trục 21 của Đội 1 trực thuộc Không hạm đội 1 Hải quân Đế quốc Nhật Bản, vốn bao gồm các tàu chị em Hatsuharu, Wakaba và Hatsushimo, và được giữ lại vùng biển nội địa Nhật Bản cho nhiệm vụ tuần tra chống tàu ngầm. Từ cuối tháng 1 năm 1942, nó được bố trí vào lực lượng chiếm đóng Đông Ấn thuộc Hà Lan, hỗ trợ cho các hoạt động đổ bộ tại Kendari thuộc Sulawesi vào ngày 24 tháng 1 như một phần của "Chiến dịch H", Makassar vào ngày 8 tháng 2, và Bali cùng Lombok vào ngày 18 tháng 2. Nó cùng với cả Hải đội Khu trục 21 quay trở về Xưởng hải quân Sasebo vào cuối tháng 3 để bảo trì.
Từ tháng 5 năm 1942,  Nenohi được phân công hoạt động tại các vùng biển phía Bắc, và được bố trí từ Quân khu Bảo vệ Ōminato cùng với Hải đội Khu trục 21 và tàu tuần dương Abukuma như một phần của "Chiến dịch AL" hỗ trợ cho lực lượng phía Bắc của Đô đốc Boshiro Hosogaya trong Chiến dịch quần đảo Aleut. Nó hoạt động tuần tra chung quanh các đảo Attu, Kiska và Amchitka.
Vào ngày 4 tháng 7 năm 1942, trong khi đang hộ tống tàu chở thủy phi cơ Kamikawa Maru, Nenohi trúng phải ngư lôi phóng từ tàu ngầm Mỹ Triton ở về phía Đông Nam đảo Attu gần đảo Agattu, ở tọa độ 52°15′B 173°51′Đ / 52,25°B 173,85°Đ. Nó lật úp chỉ trong vòng hai phút sau khi bị đánh trúng và chìm trong vòng năm phút. Có 188 người thiệt mạng, bao gồm thuyền trưởng Thiếu tá Hải quân Terauchi; 38 người sống sót được tàu khu trục Inazuma cứu vớt.
Vào ngày 31 tháng 7 năm 1942, Nenohi được rút khỏi danh sách Đăng bạ Hải quân.

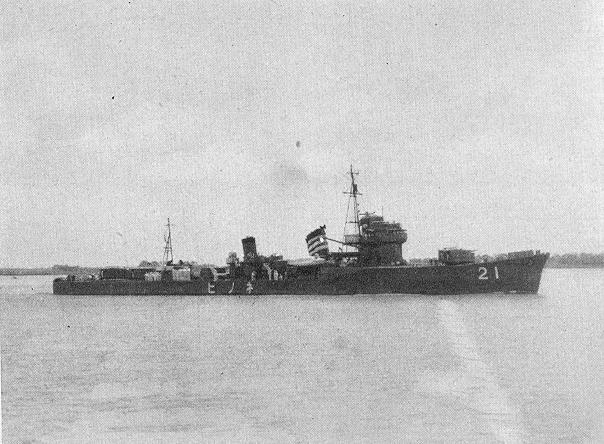
Tàu khu trục Nenohi